# Верт (Нідерланди)
Верт (нід. Weurt) — село в нідерландській провінції Гелдерланд на узбережжі Вааля. Входить до муніципалітету Бенінген.
Уперше згадується в тексті 1148 року як Vurdene, тобто «земля біля води». Мало статус окремого муніципалітету, було приєднане до Бенінгена 1818 року.

## Галерея

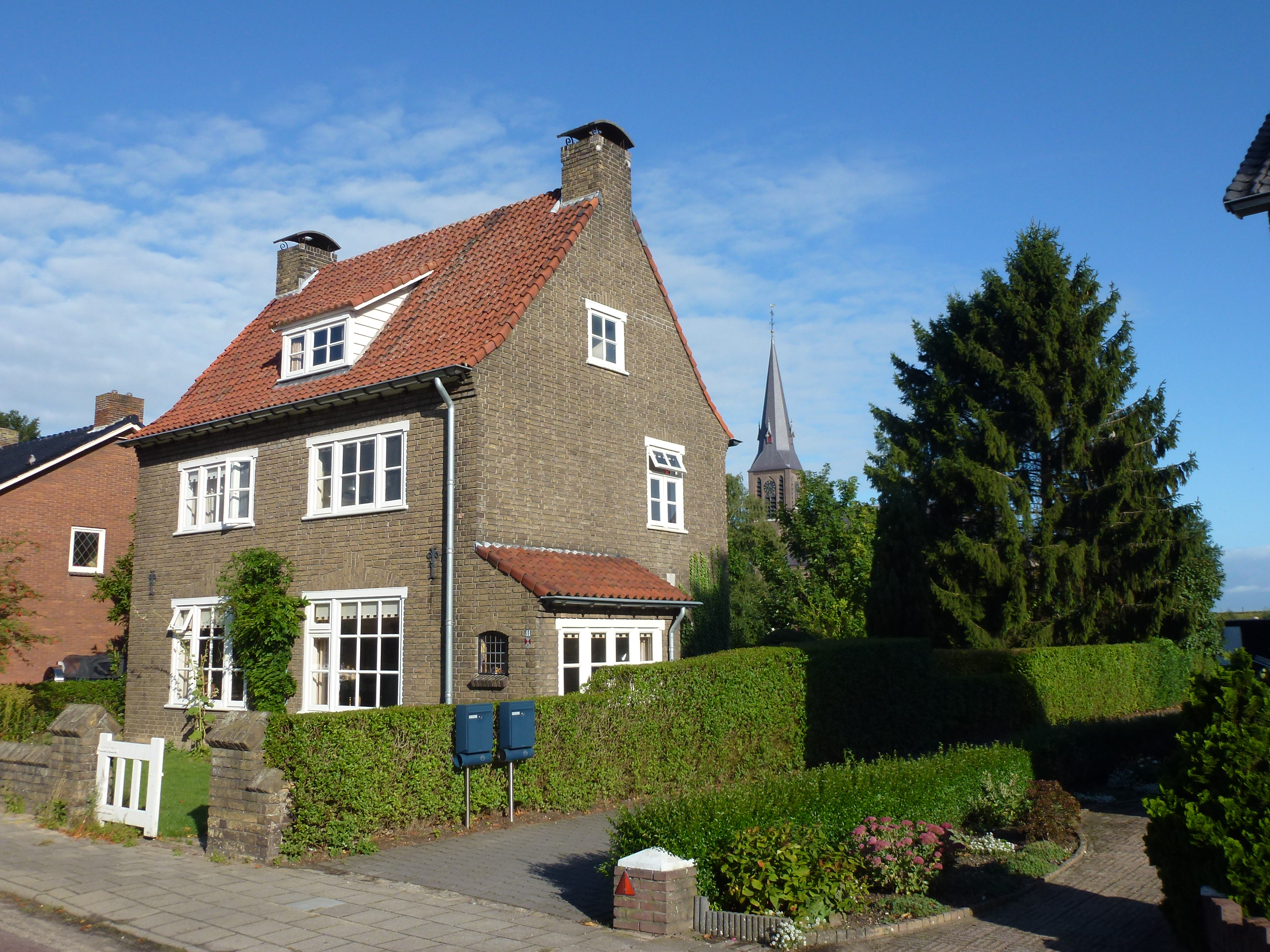
Будинок у Верті
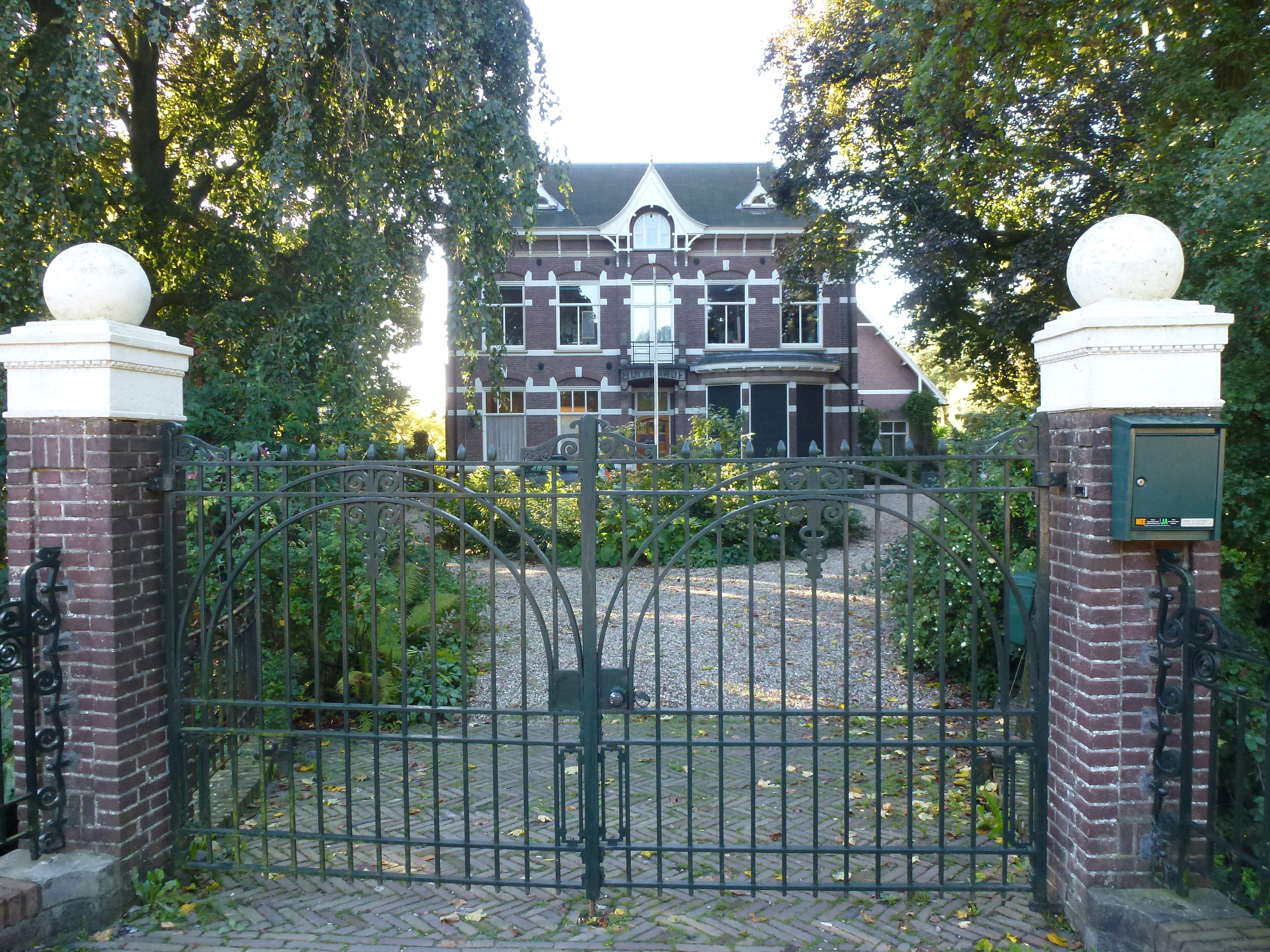
Вілла Бейтеноф
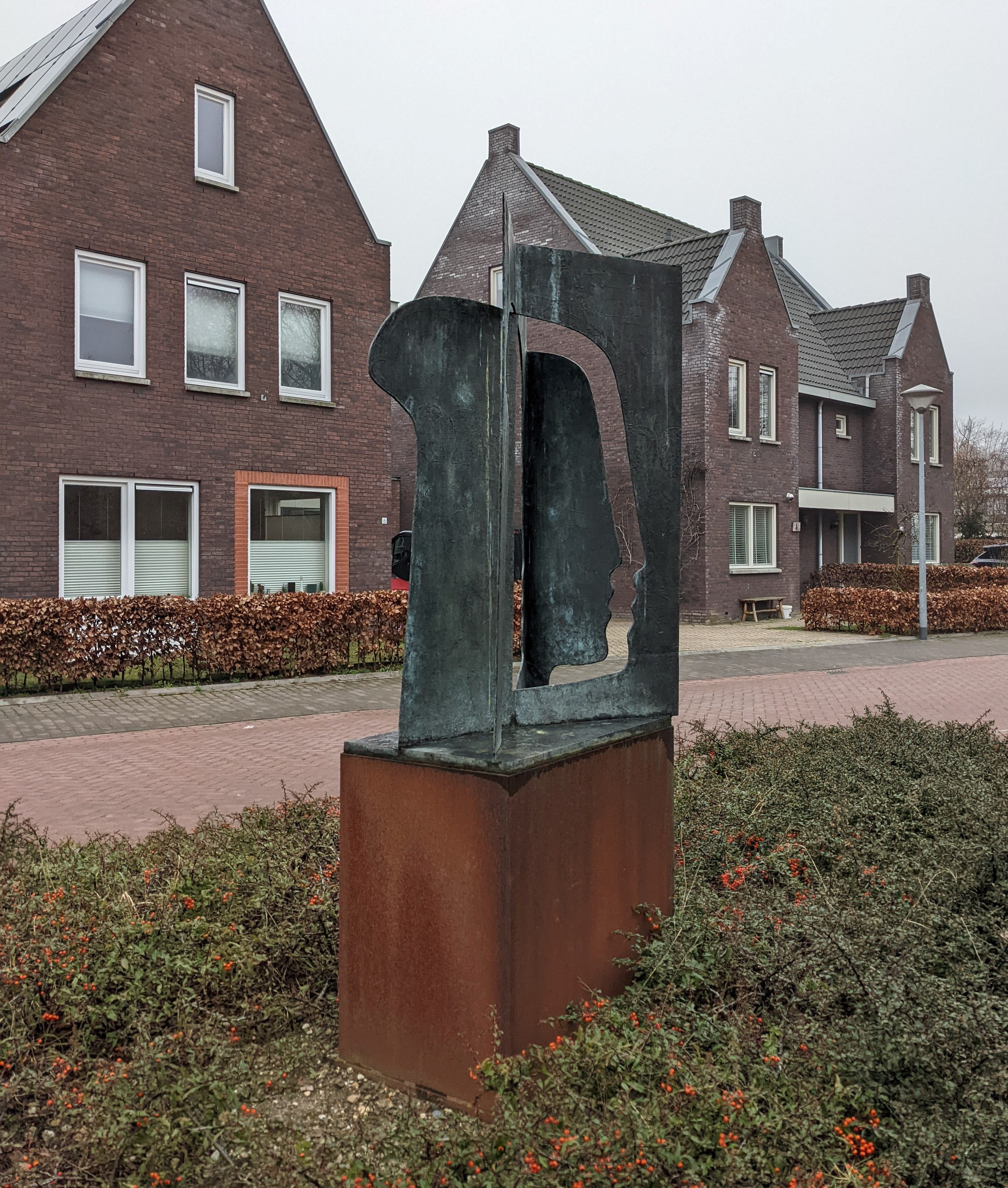
Монумент у селі